# 双江口镇
双江口镇是中国湖南省宁乡市下辖镇，属于沩水下游西岸宁乡县域东北边缘乡镇，频临大众垸区，境内有新民垸，为全县最大的堤垸，属于洞庭湖平原区。地缘上，双江口处宁乡、望城与益阳赫山区三县区交汇处，东南部与金洲镇、历经铺街道接壤，西与城郊街道、菁华铺乡相连，西北与益阳赫山区衡龙桥镇（原白石塘乡）毗连，东北与西北部与望城区格塘镇、新康乡交界。辖域面积62.9平方公里，总人口46,739人（2000年人口普查50,157人）。
2015年11月19日，将双江口镇和朱良桥乡成建制合并设立双江口镇。

## 区划
截止2016年，下辖4社区13个村，分别为双江口社区、新香社区、双福社区、白玉社区，檀树湾村、长兴村、五一村、山园村、双青村、高田寺村、左家山村、朱良桥村、槎梓桥村、莲花山村、罗巷新村、云济村和兴桂村。
双江口镇现辖：
双江口社区、白玉社区、双福社区、新香社区、檀树湾村、长兴村、杨柳桥村、长联村、五一村、山园村、双江口村、双青村、双东村、高田寺村、左家山村、朱良桥村、新颜村、槎梓桥村、莲花山村、罗巷新村、云济村、兴桂村、南塘村和檀桂村。

## 地理
沩水河流经双江口镇。

## 高中
- 初中：宁乡市双江口镇初级中学
- 高中：宁乡市第十一中学

## 交通
省道S223南北方向穿过该镇西部。
县道X002南北方向穿过该镇西部。
长张高速公路东南至西北方向穿过该镇南部。
许广高速公路南北方向穿过该镇东部。

## 出身名人
- 周凤九，科学家。